# Estádio Carlos González
O Estádio Carlos González, também conhecido como Estádio Dorados ou Estádio Banorte, é um estádio de futebol do México localizado em Culiacán, Sinaloa, com capacidade para 23.000 espectadores.
O estádio pertence ao Dorados Sinaloa, onde conquistou seu segunda promoção à Primera División de México em 2015, após vencer o Necaxa na playoff final de acesso pelo placar agregado de 3x1.

## História
O estádio foi construído em tempo recorde de 3 meses e inaugurado em 9 de Agosto de 2003,com um jogo comemorativo entre o Dorados e o Cobras de Ciudad Juárez, vencido pelo time de Sinaloa por 4 a 2. O nome oficial do estádio foi uma homenagem a Carlos González, empresário do ramo de cervejaria e dono do terreno doado para a construção do estádio. Tempos depois, por interesses comerciais, o Banorte assumiu e mudou o nome para Estádio Banorte.